# 安德烈·托阿德尔
安德烈·拉雷什·托阿德尔（羅馬尼亞語：Andrei Rareș Toader，1997年5月26日—）生于勒姆尼庫沃爾恰，是一名罗马尼亚男子田径运动员，主攻铅球。他的外祖父Aurel Berbece同样也曾从事田径运动，他也受外祖父的影响在2009年开始认真练习田径。他原本在2016年世界U20田径锦标赛上排名第二位，后来他因未能通过赛前进行的一次药检而遭禁赛，无法参加2016年里约奥运，原本获得的奖牌也遭剥夺。